# Rhodiola semenovii
Rhodiola semenovii là một loài thực vật có hoa trong họ Crassulaceae. Loài này được (Regel & Herder) Boriss. miêu tả khoa học đầu tiên năm 1939.